# 普里姆斯河
49°20′26″N 6°42′50″E / 49.34056°N 6.71389°E
普里姆斯河（德語：Prims），德國的河流，屬於薩爾河的右支流，河道全長91公里，發源自洪斯呂克山，流經农韦勒、瓦登和施梅爾茨，最終注入萨尔河畔迪林根。